# Ponte Sampaio
Santa María de Ponte Sampaio és una parròquia del municipi de Pontevedra, a Galícia. L'any 2008 tenia 1.111 habitants repartits entre les entitats d'Acevedo, A Ponte, O Rañadoiro i O Vilar.
Des de 1833, Ponte Sampaio va ser un municipi independent, format per dues parròquies: Ponte Sampaio i A Canicouva. L'abril de 1960 és annexionat al municipi de Pontevedra.
Rep el seu nom del pont sobre el riu Verdugo que uneix la parròquia amb Arcade, al municipi de Soutomaior. Per ell passa la via portuguesa del Camí de Sant Jaume i en ell va tenir lloc la batalla de Ponte Sampaio, decisiva a la Guerra del Francès el 7 i 8 de juny de 1809.